# Бебень (Бузеу)
Бебень, Бебені (рум. Băbeni) — село у повіті Бузеу в Румунії. Входить до складу комуни Топлічень.
Село розташоване на відстані 131 км на північний схід від Бухареста, 35 км на північ від Бузеу, 83 км на захід від Галаца, 108 км на схід від Брашова.

## Населення
За даними перепису населення 2002 року у селі проживали 1129 осіб, з них 1128 осіб (99,9%) румунів. Усі жителі села рідною мовою назвали румунську.